# Cincinat Pavelescu
Cincinat Pavelescu (n. 2 noiembrie 1872, București – d. 30 noiembrie 1934, Brașov) a fost un poet umorist și epigramist român, autor de romanțe, lieduri, cantilene, serenade și madrigaluri.

## Biografie
Cincinat Pavelescu s-a născut în anul 1872 la București. În perioada 1872-1879, se afla, vara, împreună cu părinții lui în satul Milcov, județul Vrancea, pe atunci satul Risipiți, Plasa Orașul, județul Râmnicu Sărat (antebelic). A fost fiul inginerului Ion Pavelescu și al Paulinei (n. Bucșan) Tatăl său, inginer, a deținut funcții importante: inspector general al C.F.R. și director fondator al Școlii superioare de arte și meserii din București. Arborele genealogic al familiei Pavelescu urcă în timp până la Banul Manta, figură reprezentativă în vremea domniei lui Mihai Viteazul. Mama sa, Paulina strănepoată a spătarului Bucșan din secolul XVIII.  a decedat tânără, la 35 de ani.
După absolvirea școlii primare în București, „Școala Secundară Cantemir-Voda”, urmează Liceul „Sf. Sava” din București. La 3 martie 1891, debutează în „Biblioteca familiei” cu poezia Visuri triste, semnată P.C. de la Milcov.
Urmează, în perioada 1891-1895, Facultatea de Drept a Universității din București; își trece doctoratul în 1897 cu teza: Despre agenții diplomatici.
În anul 1892 debutează cu poezia Fecioara, în nr. 2 al revistei Literatorul, revistă literară, înființată de Alexandru Macedonski. Odată cu nr. 1 din 1893 al Literatorului, Cincinat devine codirector, alături de directorii Al. Macedonski și principesa Maria D. Ghica.
Urmează cursuri la Sorbona, în vederea pregătirii tezei de doctorat, care va fi susținută la București. 
Își începe cariera juridică, la 21 iunie 1899, în calitate de ajutor de judecător la Plăinești, plasa Râmnicul de Sus, județul Râmnicu-Sărat (azi comuna Dumbrăveni, Vrancea). La scurt timp, comuna trece la plasa Marginea de Sus, a aceluiași județ. Din 20 septembrie 1902 până la 13 octombrie 1904 a fost supleant la Tribunalul Neamț iar în 1905 era pentru scurt timp judecător supleant în Râmnicu-Sărat, Snagov, Ocolul VI București, Snagov. La 7 martie 1907, Cincinat este judecător în comuna urbană Corabia, județul Romanați. A devenit judecător și consilier la Curțile de Apel din Chișinău (1925-1928) și Brașov.

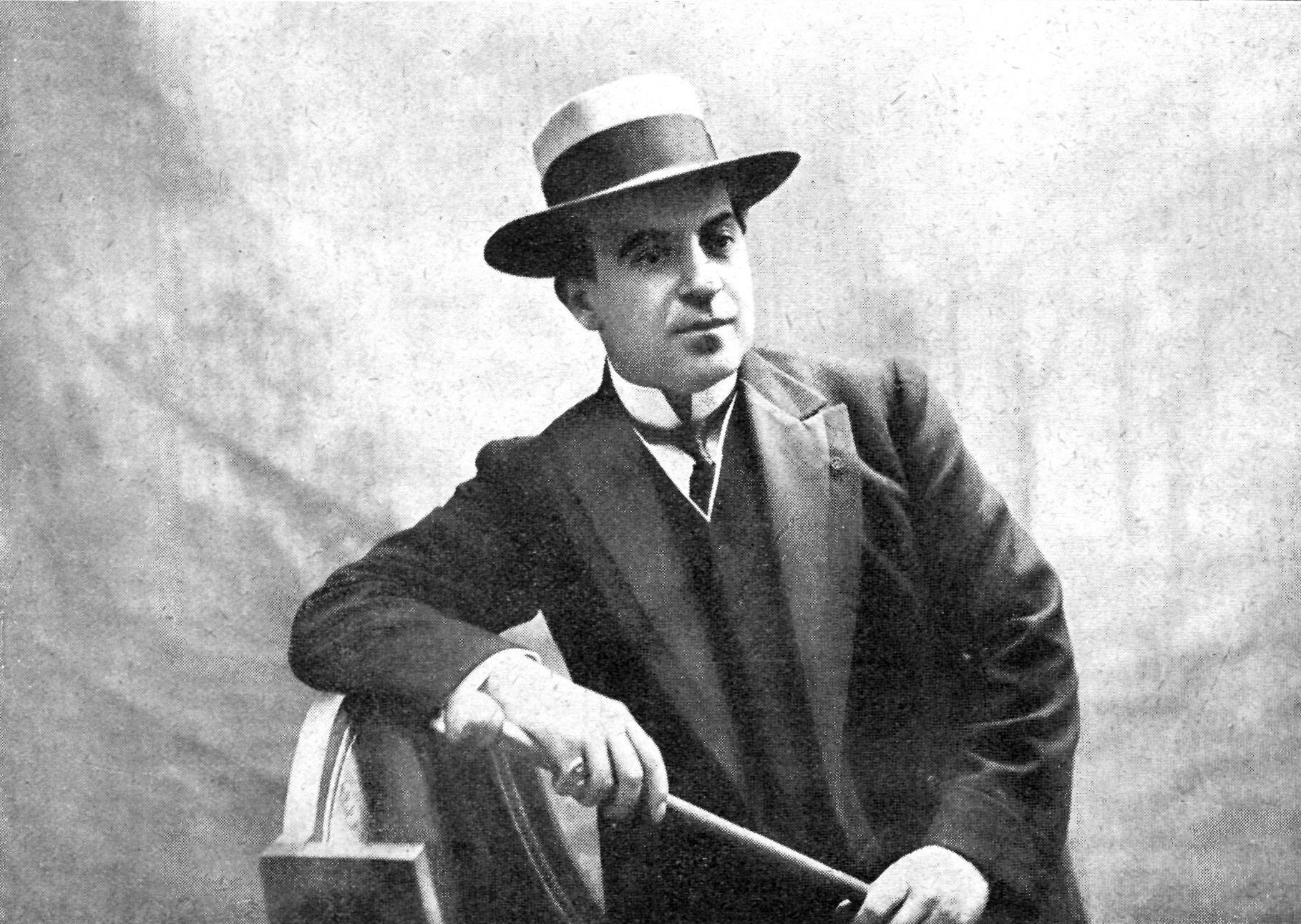
Cincinat Pavelescu

A fost, în 1907 și 1908, prim-redactor al revistei Convorbiri critice, revistă condusă de Mihail Dragomirescu. La 7 mai 1908 este Judecător supleant la Slănic, Prahova iar în octombrie, judecător la Sinaia și la  Fundeni-Frunzănești, Ilfov. Devine primul președinte al Societății Scriitorilor Români la 28 aprilie 1908.
În perioada războiului, se află la Iași. În anul 1917, împreună cu fratele său, Ion Pavelescu, ajunge în Petrogradul revoluționar, de unde, trecând prin Suedia poposește la Paris, unde leagă prietenii strânse cu Elena Văcărescu și Anna de Noailles. În 1920 editează la Paris Le courier franco-roumain, politique, économique et littéraire, director Cincinat Pavelescu, redactor-șef Pompiliu Păltanea.  Cincinat Pavelescu a fost director la publicația Brașovul literar și artistic în perioada 1931 - 1935. În 1925 la editura Ramuri  din Craiova apare volumul de Epigrame. Critica literară îl socotește pe autor, în unanimitate, "maestru al epigramei românești." I se acordă Premiul Național pentru poezie pe 1927.   
Împreună cu Eugen Lovinescu, Ion Minulescu, Corneliu Moldovanu, Zaharia Bârsan și Emil Gârleanu, conduce revista „Falanga literară”, apărută la 10 ianuarie 1910. Liviu Rebreanu era secretarul redacției.
În 1911 publică unicul său volum de Poezii.
Moare la Brașov, pe Strada Neagră, nr. 26, la 30 noiembrie 1934, bolnav de cancer pulmonar. Este înmormântat la cimitirul Bellu din București.
În timp ce era căsătorit cu cântăreața Alice Viardot-Garcia, pe care o cunoaște la Paris, nepoata celebrei cântărețe de operă Pauline Viardot-Garcia (care a fost o prietenă apropiată a lui Ivan Turgheniev) a fost logodit cu domnișoara Andricu.

## Aprecieri critice
George Călinescu apreciază că "...madrigalurile, epitalamurile, liedurile sale și chiar unele versuri de cabinet secret nu sunt lipsite de grație și chiar de o undă de poezie simpatic infatuată. Gestul teatral e sprijinit pe o bună declamație și pe imagini": 
„Îți mai aduci aminte, Doamnă?
                                 Era târziu și era toamnă”
"Ca elev al lui Macedonski, Cincinat Pavelescu păstrează tonul de festival, euforia. Câteodată iese din diletantism și dă dovezi de o puternică invenție fantastică (Pescuitorii de perle, Corbii) ori de uimire în fața misterului vieții..." Ca discipol al lui Macedonski, l-a urmat pe acesta, însă în locul sacerdotismului acestuia păstrează poeziei tonul solemn de festival, orgoliul de a se abandona cadențelor. Cincinat Pavelescu a continuat într-un spirit mai boem pe Alecsandri și pe Radu D. Rosetti în improvizațiile epigramatice.

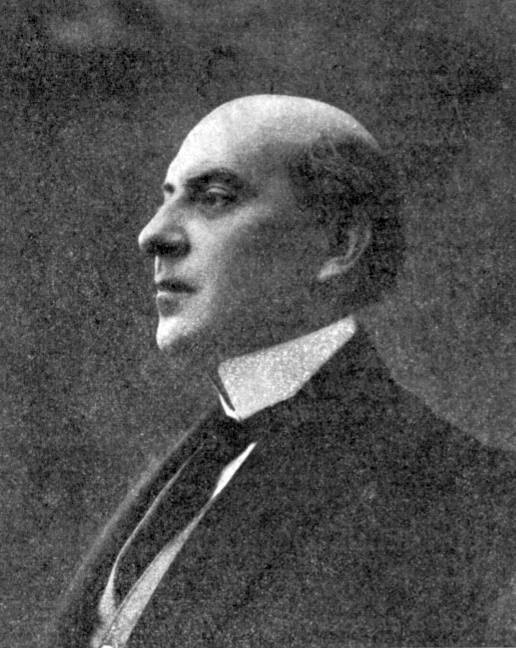
Cincinat Pavelescu

Cincinat Pavelescu este ilustrativ pentru fascinația exercitată la începutul secolului XX, de simbolism chiar asupra autorilor care, structural, nu s-au dovedit simboliști. Deși a scris în 1902 un poem (Simfonia ploaiei) în care pe urmele lui Macedonski și înaintea lui Bacovia s-a apropiat de spiritul și de litera simbolismului, poetul n-a evoluat în direcția autenticei sugestii simboliste, ci în cea tradițională, în fond, a "poeziei cu simbol". Opusă adevăratului simbolism, discursivitatea din versurile sale cade, nu o dată, în didacticism. Estetica lui Cincinat Pavelescu este rudimentară, el înțelege poezia ca o "haină" a simțirii și apropiindu-se de maniera lui Panait Cerna, ceea ce l-a împiedicat să fie un adevărat simbolist. Merită semnalată anticiparea poeziei minulesciene, într-o  poezie scrisă în 1901 (Cântecul omului). Pavelescu a ilustrat lirica erotică, având o viziune trubadurescă asupra iubirii; a dobândit o mare popularitate ca autor de romanțe, cantilene, lieduri, serenade și madrigaluri. Ca epigramist este, incontestabil, cel mai notoriu autor român. Ce l-a determinat pe Cincinat Pavelescu să scrie epigrame? Răspunsul îl dă chiar poetul: " De ce am scris epigrame? Ca un protest împotriva esteticii mele lăuntrice, ofensate de urâțeniile vieții, de nedreptățile politicii și de arivismul mediocrităților."S-a manifestat și  în dramaturgie, scriind două piese originale: Amanții (Dialoguri moderne) și Dialoguri de toamnă și două în colaborare: drama Saul (împreună cu Alexandru Macedonski) și Irina, împărăteasa Bizanțului (în colaborare cu dr. N. Paulescu).
În cazul dramei Saul, nu se poate preciza, astăzi, care este contribuția lui Cincinat Pavelescu, față de cea a lui Macedonski. În ziarul Dreptatea care apărea la Timișoara (1894-1897), în rubrica Foișoara, se spunea cu ocazia reprezentării dramei Saul la Teatrul Național din București, că a avut un mare succes de public, este "mai mult o melodramă antică", dar constituie, indiscutabil „un succes meritat și un câștig pentru literatura noastră.”